# Noah (Rapper)
Noah (* 1998 in Kahramanmaraş, Türkei; bürgerlich Hasan Noah Cankurt) ist ein Deutschrapper kurdischer Herkunft. Er stammt aus dem Umfeld der KMN Gang und steht bei dem Label SQP Entertainment unter Vertrag.

## Leben
Noah, dessen Familie aus der Türkei stammt, gehört zum Umfeld der KMN Gang. Für die Tour zum Album Fast Life von Azet übernahm er den Support. Kurz danach veröffentlichte er seine ersten Solotracks über Spotify und YouTube. Diese erreichten bei Spotify ohne größeres Marketing die Marke von einer Million Streams. Im September 2018 wurde bekannt, dass er einen Vertrag beim bis dato noch unbekannten Label SQP Entertainment unterschrieben hatte, das sich später als KMN-Gang-Sublabel herausstellte.
Am 25. Januar 2019 erschien seine erste EP Diablo mit fünf Songs. Einziger Feature-Gast ist der Rapper Capital Bra, der beim Song Quapo mithalf. 200km/h war die erste Chartplatzierung und erreichte Platz 97 der deutschen Singlecharts. Quapo folgte kurz darauf mit Platz 80.
Am 7. April 2019 erreichte ein Feature für Eno Platz 38 der Charts. Sein bisher größter Erfolg wurde die Solosingle Kal Kal mit Platz 35.

## Diskografie

### Studioalben
| Jahr | Titel Musiklabel   | Anmerkungen                            |
| ---- | ------------------ | -------------------------------------- |
| 2020 | Ryuk SQP           | Erstveröffentlichung: 19. Februar 2020 |
| 2021 | Geister SQP        | Erstveröffentlichung: 2. April 2021    |
| 2024 | Cinema Chapter ONE | Erstveröffentlichung: 16. Mai 2024     |

### EPs
| Jahr | Titel Musiklabel                            | Höchstplatzierung, Gesamtwochen, AuszeichnungChartsChartplatzierungen (Jahr, Titel, Musiklabel, Platzierungen, Wochen, Auszeichnungen, Anmerkungen) | Anmerkungen                                    |
| Jahr | Titel Musiklabel                            | DE | Anmerkungen                                    |
| ---- | ------------------------------------------- | --- | ---------------------------------------------- |
| 2023 | Luftballon EP Bamboo Artist & Label Service | DE72 (1 Wo.)DE | Erstveröffentlichung: 31. März 2023 mit Gustav |

Weitere EPs
- 2019: Diablo – EP
- 2022: Solang ich leb – EP
- 2022: Phantom – EP

### Singles als Leadmusiker
| Jahr | Titel Album                          | Höchstplatzierung, Gesamtwochen, AuszeichnungChartplatzierungen (Jahr, Titel, Album, Platzierungen, Wochen, Auszeichnungen, Anmerkungen) | Höchstplatzierung, Gesamtwochen, AuszeichnungChartplatzierungen (Jahr, Titel, Album, Platzierungen, Wochen, Auszeichnungen, Anmerkungen) | Höchstplatzierung, Gesamtwochen, AuszeichnungChartplatzierungen (Jahr, Titel, Album, Platzierungen, Wochen, Auszeichnungen, Anmerkungen) | Anmerkungen                                                                      |
| Jahr | Titel Album                          | DE | AT | CH | Anmerkungen                                                                      |
| --- | ------------------------------------ | --- | --- | --- | -------------------------------------------------------------------------------- |
| 2018 | Komm her –                           | — | — | — | Erstveröffentlichung: 14. Dezember 2018                                          |
| 2019 | 200km/h Diablo – EP                  | DE97 (1 Wo.)DE | — | — | Erstveröffentlichung: 11. Januar 2019                                            |
| 2019 | Quapo Diablo – EP                    | DE80 (1 Wo.)DE | — | — | Erstveröffentlichung: 18. Januar 2019 feat. Capital Bra                          |
| 2019 | Kal Kal –                            | DE35 (3 Wo.)DE | AT72 (1 Wo.)AT | CH68 (1 Wo.)CH | Erstveröffentlichung: 23. August 2019                                            |
| 2019 | ai ai ai Ryuk                        | DE53 (2 Wo.)DE | — | — | Erstveröffentlichung: 15. November 2019                                          |
| 2019 | Bas Gaza Ryuk                        | — | — | — | Erstveröffentlichung: 6. Dezember 2019                                           |
| 2020 | Haze Ryuk                            | — | — | — | Erstveröffentlichung: 3. Januar 2020                                             |
| 2020 | LWLS –                               | — | — | — | Erstveröffentlichung: 21. August 2020 mit Ahmad Amin                             |
| 2021 | Lauf Geister                         | DE69 (1 Wo.)DE | — | — | Erstveröffentlichung: 12. Februar 2021                                           |
| 2021 | ASAP Geister                         | — | — | — | Erstveröffentlichung: 26. Februar 2021                                           |
| 2021 | Coco Geister                         | — | — | — | Erstveröffentlichung: 19. März 2021 feat. Hadi28                                 |
| 2021 | Solang ich leb Solang ich leb – EP   | DE— aDE | — | — | Erstveröffentlichung: 8. Oktober 2021                                            |
| 2021 | Paranoid Solang ich leb – EP         | — | — | — | Erstveröffentlichung: 5. November 2021                                           |
| 2021 | Sana Bana –                          | — | — | — | Erstveröffentlichung: 10. Dezember 2021 feat. Ali471                             |
| 2022 | Einraumwohnung Phantom – EP          | — | — | — | Erstveröffentlichung: 18. März 2022                                              |
| 2022 | All In Phantom – EP                  | — | — | — | Erstveröffentlichung: 22. April 2022                                             |
| 2022 | All In 2 –                           | — | — | — | Erstveröffentlichung: 29. April 2022 feat. Nash                                  |
| 2022 | DD Freestyle 2 Phantom – EP          | — | — | — | Erstveröffentlichung: 27. Mai 2022 mit Nash                                      |
| 2022 | Geister –                            | — | — | — | Erstveröffentlichung: 3. Juni 2022 mit Mois                                      |
| 2022 | Rockstar –                           | — | — | — | Erstveröffentlichung: 10. Juni 2022 mit Sierra Kidd                              |
| 2022 | Smoke –                              | — | — | — | Erstveröffentlichung: 28. Juli 2022 mit Casar                                    |
| 2022 | Late Night –                         | — | — | — | Erstveröffentlichung: 29. Juli 2022 mit Samo104 & Johnny Good / Julez feat. Nash |
| 2022 | Eistee –                             | — | — | — | Erstveröffentlichung: 12. August 2022 mit Casar                                  |
| 2022 | Lamborghini 2 –                      | — | — | — | Erstveröffentlichung: 2. September 2022 mit Nala                                 |
| 2022 | UUU –                                | DE— bDE | — | — | Erstveröffentlichung: 2. Dezember 2022 feat. Capital Bra                         |
| 2023 | Luftballon Luftballon EP             | DE49 (3 Wo.)DE | — | — | Erstveröffentlichung: 6. Januar 2023 mit Gustav                                  |
| 2023 | Discokugel Luftballon EP             | DE62 (1 Wo.)DE | — | — | Erstveröffentlichung: 17. März 2023 mit Gustav feat. Capital Bra                 |
| 2023 | Mach dich nicht kaputt Luftballon EP | DE— cDE | — | — | Erstveröffentlichung: 7. April 2023 mit Gustav                                   |
| 2024 | Was ist da los?! –                   | DE— dDE | — | — | Erstveröffentlichung: 5. Juli 2024 mit Haaland936                                |
| Folgende Lieder erschienen nicht als Single, wurden aber durch das Album zum Download und Streaming bereitgestellt und konnten somit eine Platzierung erlangen: |                                      | | | |                                                                                  |
| |                                      | | | |                                                                                  |
| 2021 | Geister                              | DE— eDE | — | — | Charteinstieg: 9. April 2021 feat. Dardan                                        |

### Singles als Gastmusiker
| Jahr | Titel Album          | Höchstplatzierung, Gesamtwochen, AuszeichnungChartplatzierungen (Jahr, Titel, Album, Platzierungen, Wochen, Auszeichnungen, Anmerkungen) | Höchstplatzierung, Gesamtwochen, AuszeichnungChartplatzierungen (Jahr, Titel, Album, Platzierungen, Wochen, Auszeichnungen, Anmerkungen) | Höchstplatzierung, Gesamtwochen, AuszeichnungChartplatzierungen (Jahr, Titel, Album, Platzierungen, Wochen, Auszeichnungen, Anmerkungen) | Anmerkungen                                                                |
| Jahr | Titel Album          | DE | AT | CH | Anmerkungen                                                                |
| ---- | -------------------- | --- | --- | --- | -------------------------------------------------------------------------- |
| 2019 | Plaza Fuchs          | DE38 (3 Wo.)DE | AT57 (1 Wo.)AT | CH82 (1 Wo.)CH | Erstveröffentlichung: 19. April 2019                                       |
| 2020 | Aventador Soko Disko | DE20 (3 Wo.)DE | AT35 (1 Wo.)AT | CH58 (1 Wo.)CH | Erstveröffentlichung: 5. Juni 2020 Dardan feat. Eno & Noah                 |
| 2020 | Aphrodite –          | DE— fDE | — | — | Erstveröffentlichung: 30. Oktober 2020 Yung Kafa & Kücük Efendi feat. Noah |
| 2021 | Weißt du –           | — | — | — | Erstveröffentlichung: 19. Februar 2021 Stijco feat. Noah                   |
| 2021 | Ferrari rot –        | DE— gDE | — | — | Erstveröffentlichung: 17. Juni 2021 Ano feat. Noah                         |
| 2021 | Azizam –             | — | — | — | Erstveröffentlichung: 30. Juli 2021 Hadi28 feat. Noah                      |

Weitere Gastbeiträge
- 2018: Yamamoto, Lotus und Status auf KMN Street EP
- 2019: High auf Tojin Kit von Tojin Kit
- 2019: Leyla auf Rahat von Ardian Bujupi
- 2019: Gottes Plan auf Sorry von Dardan
- 2021: Krieg mit mir selbst auf Normalität von Ngee
- 2022: Sirenen auf 6210 von Brudi030 (feat. Casar)

### Autorenbeteiligungen
Noah als Autor in den Charts

| Jahr | Titel Interpretation     | Höchstplatzierung, Gesamtwochen, AuszeichnungChartplatzierungen (Jahr, Titel, Interpretation, Platzierungen, Wochen, Auszeichnungen, Anmerkungen) | Höchstplatzierung, Gesamtwochen, AuszeichnungChartplatzierungen (Jahr, Titel, Interpretation, Platzierungen, Wochen, Auszeichnungen, Anmerkungen) | Höchstplatzierung, Gesamtwochen, AuszeichnungChartplatzierungen (Jahr, Titel, Interpretation, Platzierungen, Wochen, Auszeichnungen, Anmerkungen) | Anmerkungen                             |
| Jahr | Titel Interpretation     | DE | AT | CH | Anmerkungen                             |
| ---- | ------------------------ | --- | --- | --- | --------------------------------------- |
| 2020 | Kein Grund Lil Lano      | DE32 (2 Wo.)DE | AT46 (1 Wo.)AT | — | Erstveröffentlichung: 27. März 2020     |
| 2020 | OCB Lil Lano             | DE57 (2 Wo.)DE | — | — | Erstveröffentlichung: 10. Juli 2020     |
| 2020 | Auf der Flucht Hava      | DE61 (1 Wo.)DE | — | — | Erstveröffentlichung: 22. Oktober 2020  |
| 2020 | Luzifer Lil Lano         | DE96 (1 Wo.)DE | — | — | Erstveröffentlichung: 18. Dezember 2020 |
| 2023 | Wahnsinn 01099 feat. RIN | DE32 (2 Wo.)DE | AT56 (1 Wo.)AT | CH41 (1 Wo.)CH | Erstveröffentlichung: 6. Oktober 2023   |
| 2025 | Mona Lisa Motion Zah1de  | DE9 (… Wo.)DE | AT8 (… Wo.)AT | CH41 (… Wo.)CH | Erstveröffentlichung: 20. Februar 2025  |